# Alžbeta Havrančíková
Alžbeta Havrančíková (* 27. September 1963 in Poprad) ist eine ehemalige slowakische Skilangläuferin.
Havrančíková startete 1984 erstmals im Weltcup. Bei ihrem ersten Weltcuprennen im slowakischen Štrbské Pleso wurde sie Zehnte über die 5-Kilometer-Distanz. Ihre besten Resultate konnte sie vier Jahre später in der Saison 1988/89 erkämpfen. Bei den Nordischen Skiweltmeisterschaften im finnischen Lahti verpasste sie zweimal knapp eine Medaille. Sowohl über die 10 Kilometer als auch über 30 Kilometer Freistil belegte sie den vierten Platz. Mit der tschechoslowakischen Mannschaft erreichte sie den fünften Platz. Des Weiteren siegte Havrančíková in dieser Saison beim Weltcup in Klingenthal über die 30 Kilometer Freistil und in La Féclaz über die 5 Kilometer Freistil. Diese guten Resultate sicherten ihr den zweiten Platz in der Weltcupgesamtwertung hinter Jelena Välbe.
Havrančíková belegte bei den Nordischen Skiweltmeisterschaften 1993 im schwedischen Falun sowohl mit der tschechoslowakischen Staffel als auch über die 30 Kilometer Freistil den fünften Rang. In den darauffolgenden Jahren konnte sie diese Resultate nicht mehr erreichen.
Bei den Olympischen Winterspielen belegte Havrančíková mit der tschechoslowakischen Staffel 1988 den siebenten Platz und 1992 den sechsten Platz. In Lillehammer erlief sie sich 1994 ihr bestes Einzelresultat bei Olympischen Spielen. Im 30 Kilometer Freistilwettbewerb belegte sie den achten Platz. Mit der slowakischen Staffel wurde sie Siebente.
Bei den tschechoslowakischen Meisterschaften siegte Havrančíková jeweils viermal über 5 km (1985–1988) und 30 km (1989–1992), jeweils zweimal über 10 km (1989, 1990) und mit der Staffel von LK Liptovský Hrádok (1989, 1990) und jeweils einmal über 20 km (1986) und 15 km (1989).
Alžbeta Havrančíková beendete nach der Saison 1999/2000 ihre aktive Karriere. Bei ihrem letzten Wettkampf belegte sie im tschechischen Nové Město na Moravě den 56. Rang über die 10 Kilometer klassisch.

## Weltcupsiege im Einzel
| Nr. | Datum             | Ort         | Disziplin                      |
| --- | ----------------- | ----------- | ------------------------------ |
| 1.  | 10. Dezember 1988 | La Féclaz   | 5 km Freistil Individualstart  |
| 2.  | 15. Januar 1989   | Klingenthal | 30 km Freistil Individualstart |

## Weltcup-Gesamtplatzierungen
| Saison  | Gesamt | Gesamt | Langdistanz | Langdistanz | Sprint | Sprint |
| Saison  | Punkte | Platz  | Punkte      | Platz       | Punkte | Platz  |
| ------- | ------ | ------ | ----------- | ----------- | ------ | ------ |
| 1983/84 | 11     | 32.    | -           | -           | -      | -      |
| 1984/85 | 39     | 22.    | -           | -           | -      | -      |
| 1985/86 | 32     | 12.    | -           | -           | -      | -      |
| 1986/87 | 9      | 34.    | -           | -           | -      | -      |
| 1987/88 | 23     | 21.    | -           | -           | -      | -      |
| 1988/89 | 105    | 2.     | -           | -           | -      | -      |
| 1989/90 | 13     | 24.    | -           | -           | -      | -      |
| 1990/91 | 19     | 21.    | -           | -           | -      | -      |
| 1991/92 | 28     | 14.    | -           | -           | -      | -      |
| 1992/93 | 153    | 19.    | -           | -           | -      | -      |
| 1993/94 | 129    | 22.    | -           | -           | -      | -      |
| 1994/95 | 100    | 28.    | -           | -           | -      | -      |
| 1995/96 | 84     | 31.    | -           | -           | -      | -      |
| 1996/97 | 69     | 36.    | 18          | 32.         | 29     | 35.    |
| 1997/98 | -      | -      | -           | -           | -      | -      |
| 1998/99 | 3      | 80.    | 3           | 58.         | -      | -      |